# Minangkabau
Los Minangkabau (en minangkabau, Urang Minangkabau; en indonesio: Suku Minangkabau; en escritura jawi: اورڠ ميناڠ), es un grupo étnico indígena de las tierras altas de Minangkabau en Sumatra Occidental, Indonesia. Son conocidos en Indonesia por su literatura y sus relaciones atípicas entre hombres y mujeres. Los minangkabau son la sociedad matrilineal más grande del mundo, con propiedades, apellidos y tierras que pasan de madre a hija.

## Historia
Las tierras natales de los minangkabau, en el oeste de Sumatra, fueron la sede del Reino Pagaruyung (1347-1833), y según los primeros orientalistas, han sido la cuna de la «raza» malaya.
La primera mención del nombre minangkabau como Minanga Tamwan, fue a fines del siglo VII, en la inscripción Kedukan Bukit. En la misma se describe el viaje sagrado de Sri Jayanasa desde Minanga Tamwan, acompañado por 20 000 soldados que se dirigieron a Matajap y conquistaron varias áreas en el sur de Sumatra.
Hasta el siglo XX, la mayoría de la población de Sumatra vivía en las tierras altas. Las tierras altas son muy adecuadas para la habitación humana, con abundante agua dulce, suelo fértil, un clima fresco y productos valiosos. Es probable que el cultivo de arroz húmedo evolucionara en las tierras altas de Minangkabau mucho antes de que apareciera en otras partes de Sumatra, y es anterior al contacto con los europeos.
Se cree que Adityawarman, un seguidor del budismo tántrico vinculado a los reinos Singhasari y Mayapajit de Java, fundó un reino en las tierras altas de Minangkabau en Pagaruyung y gobernó entre 1347 y 1375. El establecimiento de un sistema real parece haber involucrado conflictos y violencia, lo que finalmente llevó a una división de aldeas en uno de dos sistemas de tradición, Bodi Caniago y Koto Piliang, estos últimos con lealtades abiertas a la realeza. En el siglo XVI, el poder real se había dividido en tres reyes reconocidos. Eran el Rey del Mundo (Raja Alam), el Rey de Adat (Raja Adat) y el Rey de la Religión (Raja Ibadat), y colectivamente fueron conocidos como los Reyes de los Tres Asientos (Rajo Tigo Selo). Los reyes minangkabau eran figuras carismáticas o mágicas, pero no tenían mucha autoridad sobre la conducta de los asuntos de las aldeas.

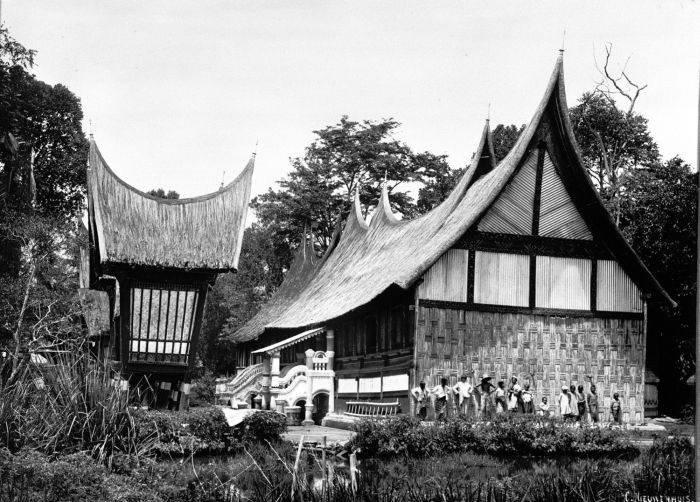
Casa minangkabau y graneros de arroz hacia 1900.

A finales del siglo XVIII, el oro que proporcionaba la base económica para la realeza de Minangkabau comenzó a agotarse. Casi al mismo tiempo, otras partes de la economía local tuvieron un período de expansión sin precedentes a medida que surgían nuevas oportunidades para la exportación de productos agrícolas, en particular con el café, que tenía una gran demanda. Una guerra civil comenzó en 1803 con el grupo fundamentalista islámico Padri en conflicto con los grupos sincréticos tradicionales, las familias de élite y los miembros de la realeza Pagaruyung. Como resultado de un tratado con varios penghulu y representantes de la familia real de Minangkabau, las fuerzas neerlandesas realizaron su primer ataque en una aldea Padri en abril de 1821. La denominada guerra Padri duró hasta 1837 con una victoria neerlandesa y pagaruyung.
En febrero de 1958, la insatisfacción con las políticas centralistas y comunistas del gobierno de Sukarno desencadenó una revuelta que se centró en la región de Minangkabaua, con rebeldes que proclamaron el Gobierno Revolucionario de la República de Indonesia (PRRI) en Bukittinggi. El ejército indonesio invadió Sumatra Occidental en abril de 1958 y recapturó las principales ciudades en el mes siguiente. Se produjo un período de guerra de guerrillas, aunque la mayoría de los rebeldes se habían rendido en agosto de 1961. En los años siguientes, Sumatra Occidental fue un territorio ocupado con oficiales javaneses, que ocupaban la mayoría de los puestos civiles, militares y policiales de alto rango. Las políticas de centralización continuaron bajo Suharto. El gobierno indonesio legisló para aplicar el sistema de aldea desa javanesa en toda Indonesia, y en 1983 las unidades de aldeas nagari de Minangkabau tradicionales se dividieron en unidades jorong (más pequeñas), destruyendo así las instituciones sociales y culturales de las aldeas tradicionales. En los años posteriores a la caída de las políticas de descentralización de Suharto, las provincias recuperaron autonomía, lo que permitió a Sumatra Occidental reinstituir el sistema de aldeas nagari.

## Cultura

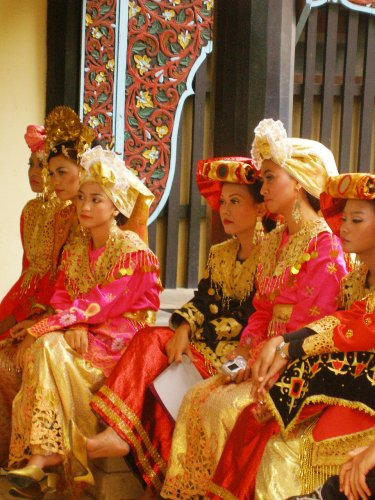
Mujeres minangkabau vestidas con trajes tradicionales.

Los minangkabau tradicionalmente consideran la ascendencia de forma matrilineal. Un niño pequeño, por ejemplo, tiene su principal responsabilidad con los clanes de sus madres y hermanas. Hay un ideal compartido entre los minangkabau en el que las hermanas y los miembros solteros del linaje intentan vivir cerca uno del otro o incluso en la misma casa.
La tenencia de la tierra es una de las funciones cruciales del suku (unidad de linaje femenino). Debido a que los hombres minangkabau, como los hombres de Acehn, migran a menudo para buscar experiencia, riqueza y éxito comercial, el grupo de mujeres es responsable de mantener la continuidad de la familia y la distribución y el cultivo de la tierra. Estos grupos familiares, sin embargo, suelen ser dirigidos por un penghulu (jefe), elegido por grupos de líderes de linaje. Con la base agraria de la economía minangkabau en declive, el suku, como unidad de propiedad de la tierra, también ha ido disminuyendo un poco en importancia, especialmente en las áreas urbanas.
Las tradiciones de la sharia, en las que las leyes de herencia favorecen a los hombres, y los adats orientados a las mujeres a menudo se representan como fuerzas en conflicto en la sociedad minangkabau. La sharia orientada hacia los hombres parece ofrecer a los jóvenes algo de equilibrio contra el predominio de la ley en las aldeas locales, lo que obliga a un joven a esperar pasivamente una propuesta de matrimonio de la familia de alguna joven. Al adquirir propiedad y educación a través de la experiencia merantau, un joven puede intentar influir en su propio destino de manera positiva.
Cada vez más, las parejas casadas salen en merantau; en tales situaciones, el papel de la mujer tiende a cambiar. Cuando las parejas casadas residen en áreas urbanas o fuera de la región Minangkabau, las mujeres pierden algunos de sus derechos sociales y económicos en la propiedad. Una consecuencia aparente es una mayor probabilidad de divorcio.
A la edad de siete años, los niños tradicionalmente abandonan sus hogares y viven en un surau (una casa de oración y un centro comunitario) para aprender enseñanzas religiosas y culturales (adat). En el surau durante la noche (después de las oraciones de Isyak), a estos jóvenes se les enseña el arte tradicional de Minankabau de la autodefensa, que es Silek, o Silat en malayo. Cuando son adolescentes, se les anima a que abandonen su ciudad natal para aprender de las escuelas o de la experiencia, de modo que cuando sean adultos puedan regresar a sus hogares de manera inteligente y útil para la sociedad y puedan contribuir con su pensamiento y experiencia. Esta tradición ha creado comunidades minangkabau en muchas ciudades y pueblos indonesios, que sin embargo todavía están estrechamente vinculados a su tierra natal; el estado malayo Negeri Sembilan está fuertemente influenciado por la cultura minangkabau el territorio era originalmente la colonia minangkabau.

### Gastronomía

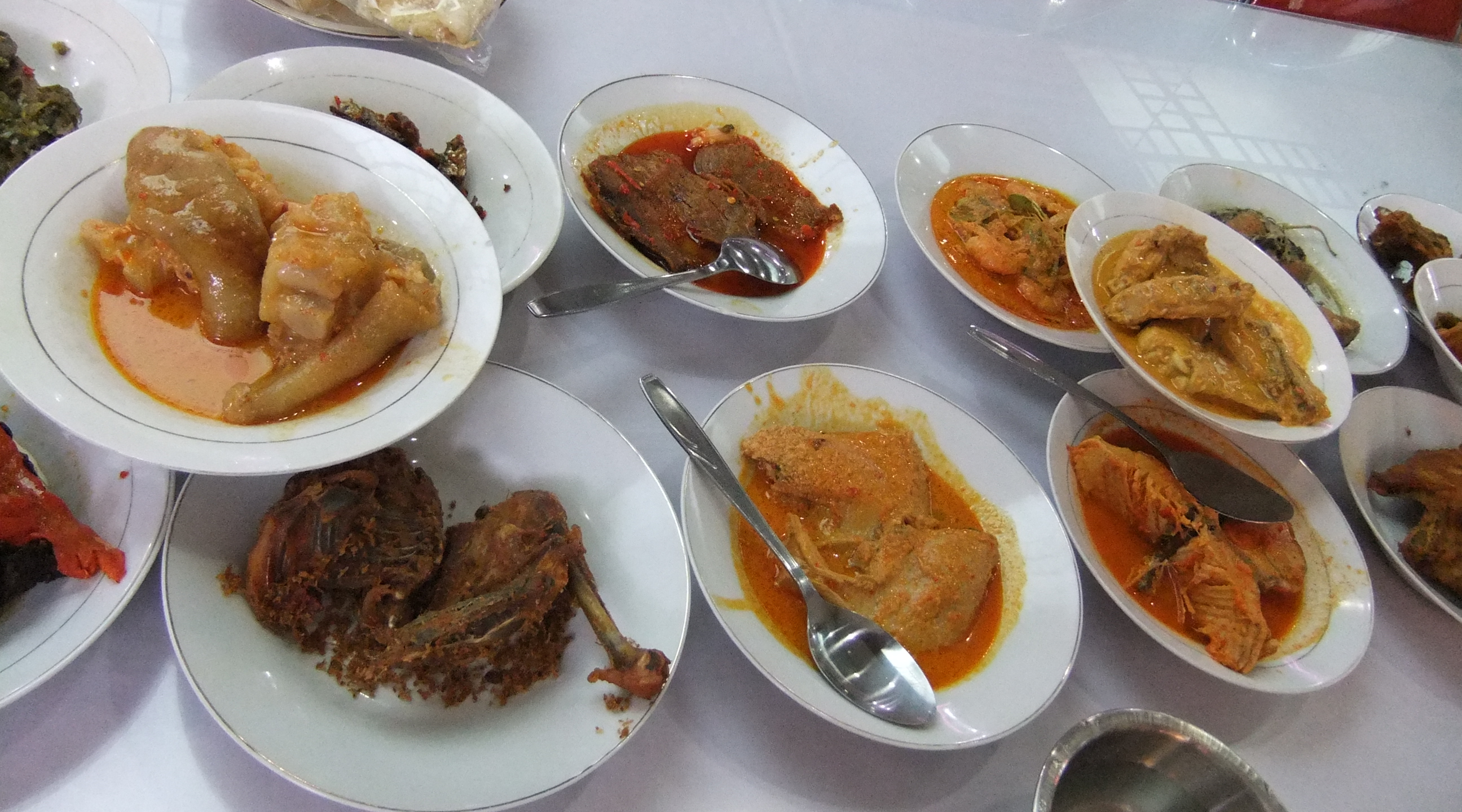
Platos minangkabau.

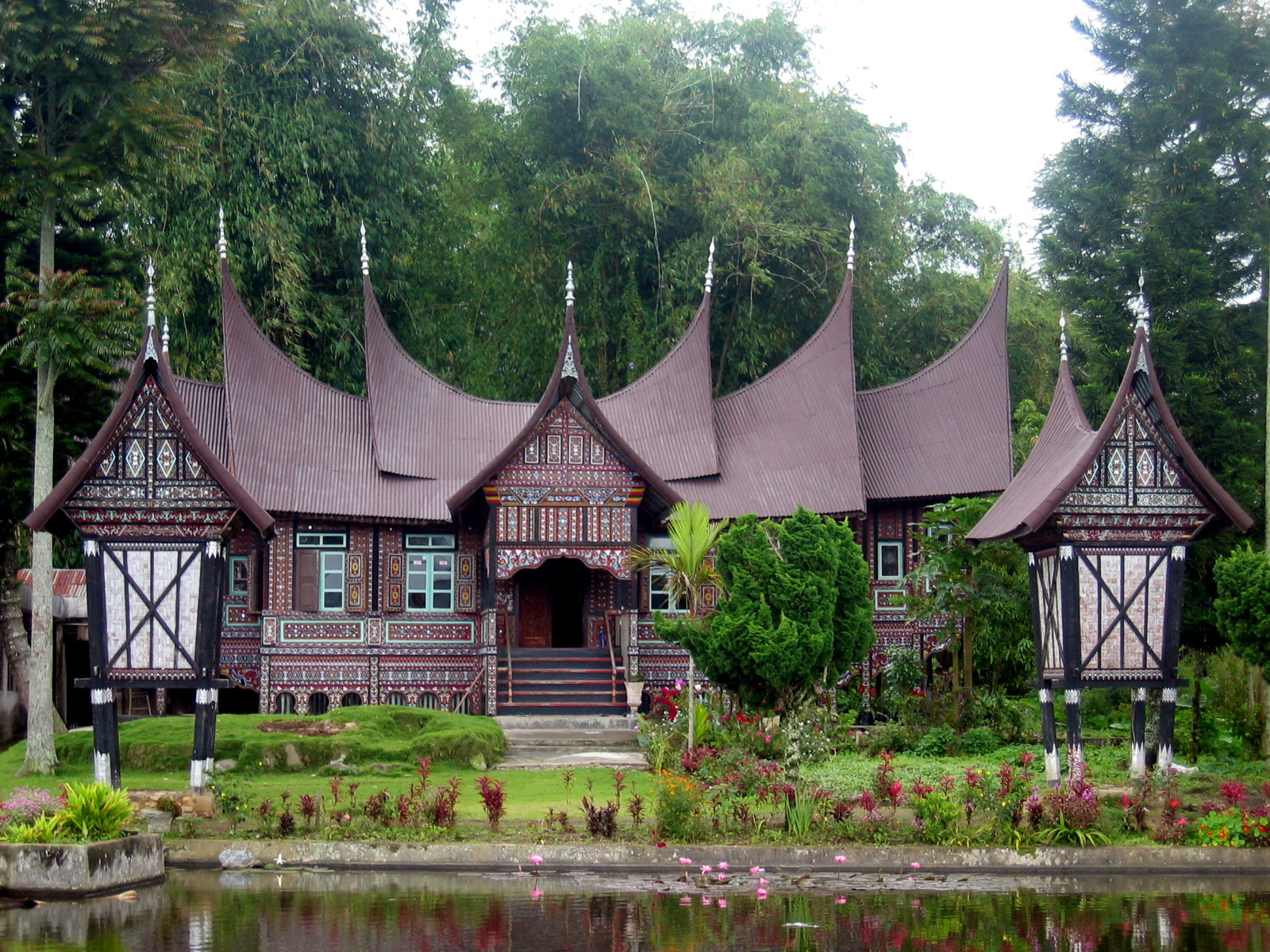
Rumah Gadang en Sumatra Occidental.

Los ingredientes básicos de la dieta minangkabau son el arroz, el pescado, el coco, las verduras de hoja verde y el chile. La carne se limita principalmente a ocasiones especiales, y la carne de res y el pollo son los más utilizados. El cerdo no se consume, mientras que el cordero y la cabra rara vez se consumen por razones de gusto y disponibilidad. El sabor picante es una característica de la comida minangkabau: las hierbas y especias más utilizadas son el chile, la cúrcuma, el jengibre y la galanga. Las verduras se consumen dos o tres veces al día. Las frutas son principalmente de temporada, aunque las frutas como el plátano, la papaya y los cítricos están continuamente disponibles.
Es típico comer tres veces al día, siendo el almuerzo la comida más importante, excepto durante el mes de ayuno del Ramadán. Las comidas comúnmente consisten en arroz al vapor, un plato frito caliente y un plato de leche de coco, con una pequeña variación desde el desayuno hasta la cena. Las personas que comen las meriendas son más frecuentes en las zonas urbanas que en las aldeas. La comida occidental ha tenido poco impacto sobre el consumo y las preferencias de los minangkabau.
El rendang es un plato que se considera una característica de la cultura minangkabau. Se cocina de cuatro a cinco veces al año.
La gastronomía minangkabau es popular entre los indonesios y los restaurantes están presentes en toda Indonesia.

### Arquitectura
Rumah gadang ('casa grande') o rumah bagonjong ('casa con techo de madera') son las casas tradicionales de los minangkabau. La arquitectura, la construcción, la decoración interna y externa, y las funciones de la casa reflejan la cultura y los valores de los minangkabau. Un rumah gadang sirve de residencia, sala de reuniones familiares y actividades ceremoniales. El rumah gadang es propiedad de las mujeres de la familia que viven allí; la propiedad se pasa de madre a hija.

## Idioma

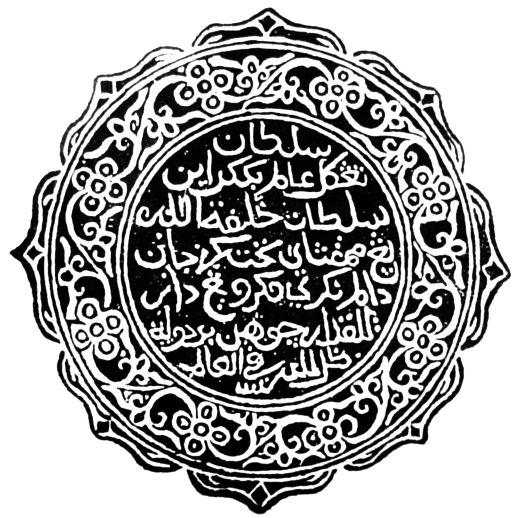
El idioma minangkabau en escritura árabe en un sello real del.

Los minangkabau hablan el idioma minangkabau (autónimo: Baso Minang(kabau)), una lengua austronesia.
El idioma tiene una serie de dialectos y subdialectos, pero los hablantes nativos de minangkabau generalmente no tienen dificultad para comprender la variedad. Las diferencias entre los dialectos se encuentran principalmente en el nivel fonológico, aunque también existen algunas diferencias léxicas. Los dialectos de minangkabau son regionales, consisten en uno o más pueblos (nagari) y generalmente corresponden a diferencias en las costumbres y tradiciones. Cada sub-aldea (jorong) tiene su propio subdialecto que consiste en diferencias sutiles que pueden ser detectadas por hablantes nativos. El dialecto de Padang se ha convertido en la lengua franca para personas de diferentes regiones lingüísticas.
La sociedad minangkabau tiene una situación de diglosia, en la que utilizan su idioma nativo para las conversaciones diarias, mientras que el idioma malayo se usa para la mayoría de las ocasiones formales, en la educación y por escrito, incluso para familiares y amigos. El idioma minangkabau fue escrito originalmente usando la escritura jawi, un alfabeto árabe adaptado. La romanización de la lengua data del siglo XIX y en 1976 se publicó una ortografía oficial estandarizada de la lengua.

## Religión

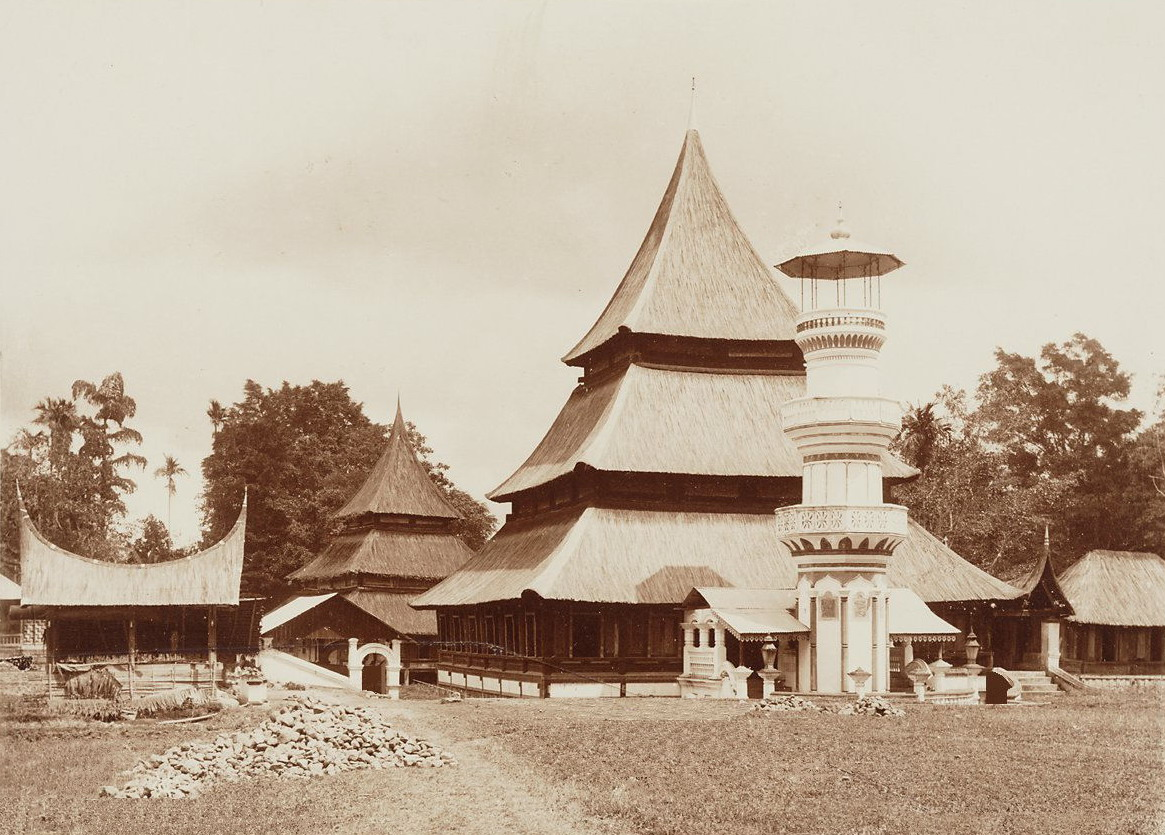
Mezquita minangkabau hacia 1900.

El animismo había sido un componente importante de la cultura minangkabau. Incluso después de la penetración del Islam en la sociedad minangkabau en el siglo XVI, las creencias animistas no se extinguieron. En este sistema de creencias, se decía que las personas tienen dos almas, un alma real y un alma que puede desaparecer, llamada semangat. El semangat representa la vitalidad y se dice que está poseído por todas las criaturas vivientes, incluidos los animales y las plantas. Una enfermedad puede explicarse como la captura del semangat por un espíritu maligno, y un chamán (pawang) puede ser consultado para conjurar fuerzas invisibles y brindar consuelo a la familia. Se pueden hacer ofrendas de sacrificio para aplacar a los espíritus, y ciertos objetos como los amuletos se usan como protección.
Hasta el surgimiento del movimiento Padri a fines del siglo XVIII, las prácticas islámicas como las oraciones, el ayuno y la asistencia a las mezquitas se habían observado débilmente en las tierras altas de Minangkabau. Los Padri se inspiraron en el wahabismo en La Meca y trataron de eliminar problemas sociales como el tabaco y el opio, el juego y la anarquía general asegurando que los principios del Corán se respetaran estrictamente. Todas las aduanas de Minangkabau supuestamente en conflicto con el Corán debían ser abolidas. Aunque los Padri fueron finalmente derrotados por los neerlandesas, durante este período la relación entre adat (costumbre) y religión fue reformulada. Anteriormente, se decía que los adat se basaban en la conveniencia y la propiedad, pero esto se cambió para que las costumbres se basaran más firmemente en los preceptos islámicos.

## Diáspora
Más de la mitad de los minangkabau puede considerarse minangkabaus en el extranjero. También forman una minoría significativa en las poblaciones de Yakarta, Bandung, Medan, Batam, Surabaya y Palembang en Indonesia, así como en Kuala Lumpur, Malaca, Penang, Singapur y Brunéi en el resto del mundo malayo. Los minangkabau también ha emigrado como profesionales calificados y comerciantes a los Países Bajos, Estados Unidos, Arabia Saudita y Australia. En el extranjero (rantau), tienen una reputación de ser comerciantes astutos.

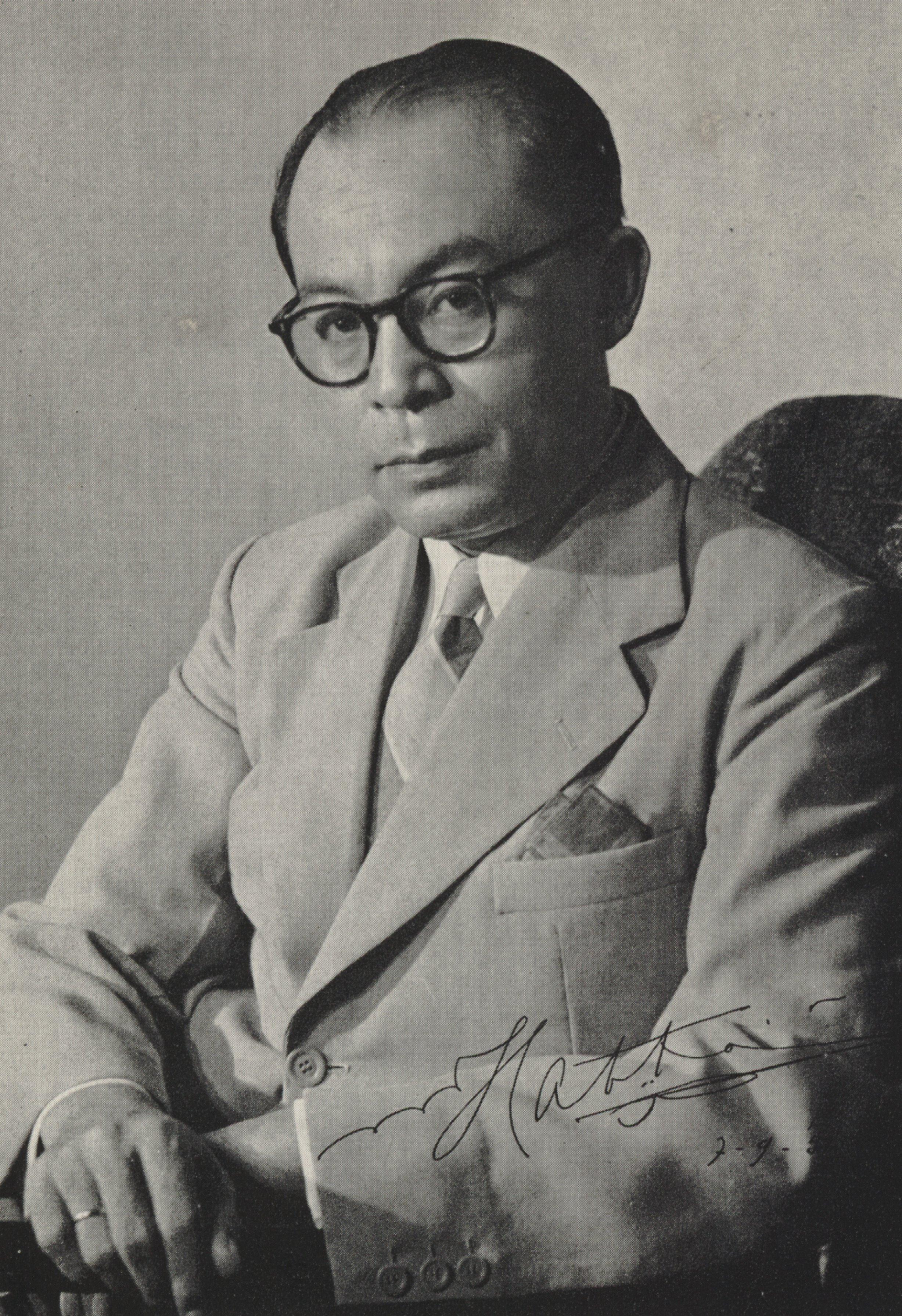
Muhammad Hatta, primer vicepresidente de Indonesia.

Los minangkabau ejercieron una gran influencia en la política de muchos reinos y estados en el sudeste marítimo de Asia. Los minangkabau de ultramar también han tenido una gran influencia en el desarrollo de la cultura de Malasia y Singapur, principalmente el idioma, la gastronomía, la música y el arte marcial.

## Minangkabau en la sociedad
Los minangkabau son conocidos como una sociedad que otorga la máxima prioridad a la educación superior y, por lo tanto, están muy extendidos en Indonesia y en otros países en una variedad de profesiones, como políticos, escritores, académicos, maestros, periodistas y empresarios. Según la revista indonesia Tempo (en el año 2000), seis de los diez indonesios más influyentes del siglo XX fueron minangkabau. Muchos minangkabau ocuparon cargos prominentes en el movimiento nacionalista indonesio y malayo. Tres de los cuatro padres fundadores indonesios son minangkabau.
Mucha literatura importante de Indonesia fue desarrollada por escritores de la etnia minangkabau. También influyeron en el desarrollo del lenguaje moderno de Indonesia.